# 2015年臺南市登革熱疫情
2015年臺南市登革熱疫情為2015年於臺灣臺南市所爆發的登革熱疫情，最初出現在北區六甲里，而後擴散到全市。臺南市確診病例超過2萬人，主要為第二型病毒，連同高雄以第一型病毒為主的病例合計為4萬人，全臺死亡病例218人，臺南市佔112人。
臺灣曾於1901年、1915年、1931年及1942年發生全島性登革熱疫情，其中1942年最為嚴重，據估計當時居住在臺灣的人，可能大多罹患過登革熱。此次臺南流行的登革熱為新型的第二型登革熱病毒，與高雄的第一型登革熱病毒不同，未曾出現在臺灣，市民對此病毒無免疫力。罹患慢性病如高血壓、糖尿病、慢性腎病或癌症者，或經歷過1942年大流行的老年人，若此次再被叮咬形成交叉感染，重症死亡率將驟升為20%以上。據估計，未發病的感染登革熱人數，約為發病者的九倍至十倍。

## 過程

### 出現首例患者（5月16日）
2015年臺南市入夏後的登革熱的疫情始自5月16日，北區六甲里出現第一位確診病例，遠較往年為早。例如2007年為6月15日；2014年為7月19日。經過疫情調查，病患的住所環境中的積水容器，皆呈現陽性反應，第一例病患沒有外地或出國旅遊，是本土性病例，數日後病患的家人也發病，為群聚感染狀況。隨著時序入夏，臺南常有連日大雨，積水難消，加上2015年上半年臺灣發生旱災，市民習慣在室內以容器儲水，皆有利於病媒蚊孳生。疫情調查顯示，5月下旬臺南市各處的積水容器有266處呈陽性反應，一週後上升為539處，安南區一傳統市場就發現有56個陽性容器。

### 多地同時浮現新增病例（7月初）
5月31日，北區六甲里一名高齡患者發病，與前述第一例患者為同一波病情。而後疫情爆發，7月第一週新增12例，分別出現在北區延平里、六甲里、正覺里、成德里，安南區溪頂里，安定區海寮里，善化區文昌里。7月8日，颱風蓮花通過巴士海峽，外圍環流影響臺灣南部，連日降雨產生積水，有利於病媒蚊孳生。

### 由外籍病例找到大量孳生源：西門町跳蚤市場
6月16日，北區成德里一名外籍教師發病，21日確診，隨後在該處附近出現大量病例。7月7日，臺南市政府衛生局查獲位於北區成德里西門町跳蚤市場為重大陽性孳生源，始知成德里疫情之源頭。該市場僅週六、日營業，在貨櫃屋的上方有積水帆布，下方則有積水木棧板。積水處找到多處陽性孳生源。

### 臺南市成立疫情指揮中心（7月17日）
7月17日，確診病例達51例，臺南市政府成立流行疫情指揮中心，公布的疫情蔓延北區、安南、東區、安定、善化、安平、永康、仁德等8個行政區，其中以北區26例及安南區16例較為嚴重。同時高雄市也有零星登革熱疫情，但是經檢測發現，臺南的病例與高雄病例的病毒基因不同，且臺南疫情的爬升速度遠比高雄快。7月底，累計確診病例超過百人。
7月31日，台南市政府勒令西門町跳蚤市場休市兩週，與之關聯之病例開始下降，自外籍教師發病起算至八月底，共歷時12週，74人遭受感染。
8月8日，颱風蘇迪勒穿越臺灣島，帶來嚴重災害，登革熱新增病例數一度減緩，再快速上升。8月22日，前縣長蘇煥智於臉書呼籲將清除登革熱滋生源列為優先工作，並發布照片，指出住家附近遭颱風吹損的樹木殘骸落葉堆放十餘日仍未清理。蘇以此指出鄉鎮市區級公所自治的必要性；當局立即於隔日將之清理乾淨。

### 出現死亡病例
8月10日，南區大恩里出現第一位死亡病例，12日中西區安海里出現第二例死亡。25日，市政府再公開死亡已超過一週的兩名病例，皆來自北區。8月下旬，臺南市已累積超過兩千名確診病例，感染人數快速增加，其中以北區最為嚴重，次嚴重疫區則包括中西區、南區、永康區、安南區。臺南市部分零售市場從8月起強迫休市。8月底，登革熱確診病例突破3000例。國軍於8月11日至9月14日間，派遣兵力2,751人次，進入臺南、高雄疫區進行防疫工作，但疫情絲毫沒有減緩的跡象。9月初，臺南市確診病例數已達五千例，前疾管局長蘇益仁、涂醒哲等多位專家呼籲疾管署儘速成立中央指揮中心，以中央政府的力量主導防疫。疾管署長郭旭崧召開記者會回應，與臺南市長開過防疫協調會報，會中決定暫時沒有必要由行政院主導防疫。疾管署研判登革熱疫情在9月底前就會受到控制，除非臺南市政府尋求中央政府主導，或疫情進一步升高，到時再由中央接手主導。不過隔天郭旭崧就前往臺南，進駐由原空軍八一四醫院改裝的南區管制中心，就近支援臺南市政府的防疫工作。9月8日疾管署長郭旭崧否認在臺南開設前進指揮所，強調疾管署與臺南市政府合作愉快，已有應變小組，無須再成立法定組織接管臺南的防疫工作。9月9日，疫情蔓延到屏東縣，屏東市永城里出現群聚感染，累積14例，屏東市公所立即成立防疫指揮中心。至9月中，發病的患者蜂擁至醫院，病例快速增長達到1萬例。疫情引起媒體廣泛報導，臺南的觀光飯店住房率一度下降二至三成，小吃店生意下滑近半。

### 高峰期
9月14日，行政院發佈新聞稿，當高雄超過一千例或全國達到一萬例，再成立中央流行疫情指揮中心。由行政院副院長張善政擔任指揮官。疫情指揮中心推估，登革熱疫情將提早從9月底開始進入高峰期。
9月22日，安平區同平路一名80多歲的老翁因燒柴驅蚊，造成連棟建築火災。9月23日，前臺南市長許添財在國會質詢疾病管制署長時，稱2007年臺南市發生5例時，臺南市政府就展開全面地防疫作為，此次明顯動員過慢。9月28日，颱風杜鵑行經臺灣島，受颱風影響，登革熱疫情一度趨緩，隨後再度攀升。
10月5號，衛生福利部疾病管制署與美國匹茲堡大學在美國國家科學院院刊(PNAS)發表有關2015年東南亞登革登大流行的論文，研究中跨美、法、英、韓、新加坡、越南、泰國、寮國、柬埔寨、菲律賓及馬來西亞的「東南亞8國登革熱疫情區域流行擴散模式」合作研究指出，登革熱盛行與超級聖嬰現象帶來的高溫現象有關，2015年恰巧是18年來聖嬰現象最嚴重的一年。高溫有助於病媒蚊快速繁殖及散播，都會區人口集中地區更是登革熱流行的導火線。
在2015年10月，泰國、馬來西亞、越南以及新加坡等地也爆發登革熱疫情，感染人數更勝往年，但臺灣的死亡率更高。昆蟲專家陳錦生認為此次臺灣登革熱死亡率遠高於越南的可能原因，在於1942年臺灣也爆發登革熱疫情，臺灣老年人曾在1942年感染過病毒，此次交叉感染使老年人更容易死亡。
10月下旬，臺南市的新增病例一度趨緩，而高雄市上升。

### 根絕期
隨著年終氣溫下降，蚊子活動力下降，才有所趨緩，11月8日，日新增病例數為50例，疫情已進入根絕期。台南市登革熱指揮中心總顧問蘇益仁於11月14日投書媒體，認為登革熱或將成為常年發生的本土流行病，呼籲政府成立登革熱專責單位。
11月19日，台南市病例數已連續八週下降，疫情已獲得控制，登革熱中央流行疫情指揮中心將防治重心轉往高雄，臺南市的前進指揮所停止運作。

## 病例數據
2015年8月31日，臺南市登革熱病例突破3,000例。
2015年9月3日，全台灣登革熱病例突破4,000例。
2015年9月6日，臺南市登革熱病例突破5,000例。
2015年9月8日，臺南市登革熱病例突破6,000例。
2015年9月10日，臺南市登革熱病例突破7,000例。
2015年9月12日，臺南市登革熱病例突破8,000例。
2015年9月15日，臺南市登革熱病例突破9,000例。
2015年9月17日，臺南市登革熱病例突破10,000例。
2015年10月6日，台南市登革热病例突破18,096例，约占台南市总人口数的1%。
2015年11月4日，全台登革熱突破3萬例，到達30,298例，其中台南市占21,942例、高雄市占7,822例、屏東縣占153例，其餘縣市均為移入的散發疫情。

## 影響
部分零售市場從8月起強迫休市。這次的登革熱疫情在9月之後對臺南市的觀光業帶來負面影響，重要景點如赤崁樓、安平古堡及億載金城，遊客一度減少二至五成，觀光區的住宿旅館住房率明顯降低。
西門町跳蚤市場因被認定為登革熱孳生源頭，在7月休市之後，於10月徹底拆除。
2016年4月22日，國家衛生研究院在行政院統合指揮下，分別在台南、高雄設立「國家蚊媒傳染病防治研究中心」。。

## 外部連結
- 臺南市政府 104年登革熱專區
- 臺南市衛生局 登革熱專區
- 臺南登革熱地圖（页面存档备份，存于）
- 登革熱地理資訊平台（页面存档备份，存于）